# Бузулук (аэродром)
Бузулук — спортивный аэродром вблизи одноимённого города Оренбургской области.
Аэродром 4 класса, способен принимать самолёты Л-410, Ан-2, Ан-28 и все более лёгкие, а также все типы вертолётов. Используется для учебно-тренировочных полётов на вертолётах Ми-2, парашютных прыжков, авиационных работ. На аэродроме базируется Бузулукский аэроклуб (АСК) РОСТО (до начала 1990-х — Бузулукский учебный авиационный центр ДОСААФ).
Во время Великой Отечественной войны здесь базировалась 27-я запасная авиационная бригада.
На аэродроме проводятся на регулярной основе прыжки с парашютом.